# Hardter Straße 12 (Mönchengladbach)

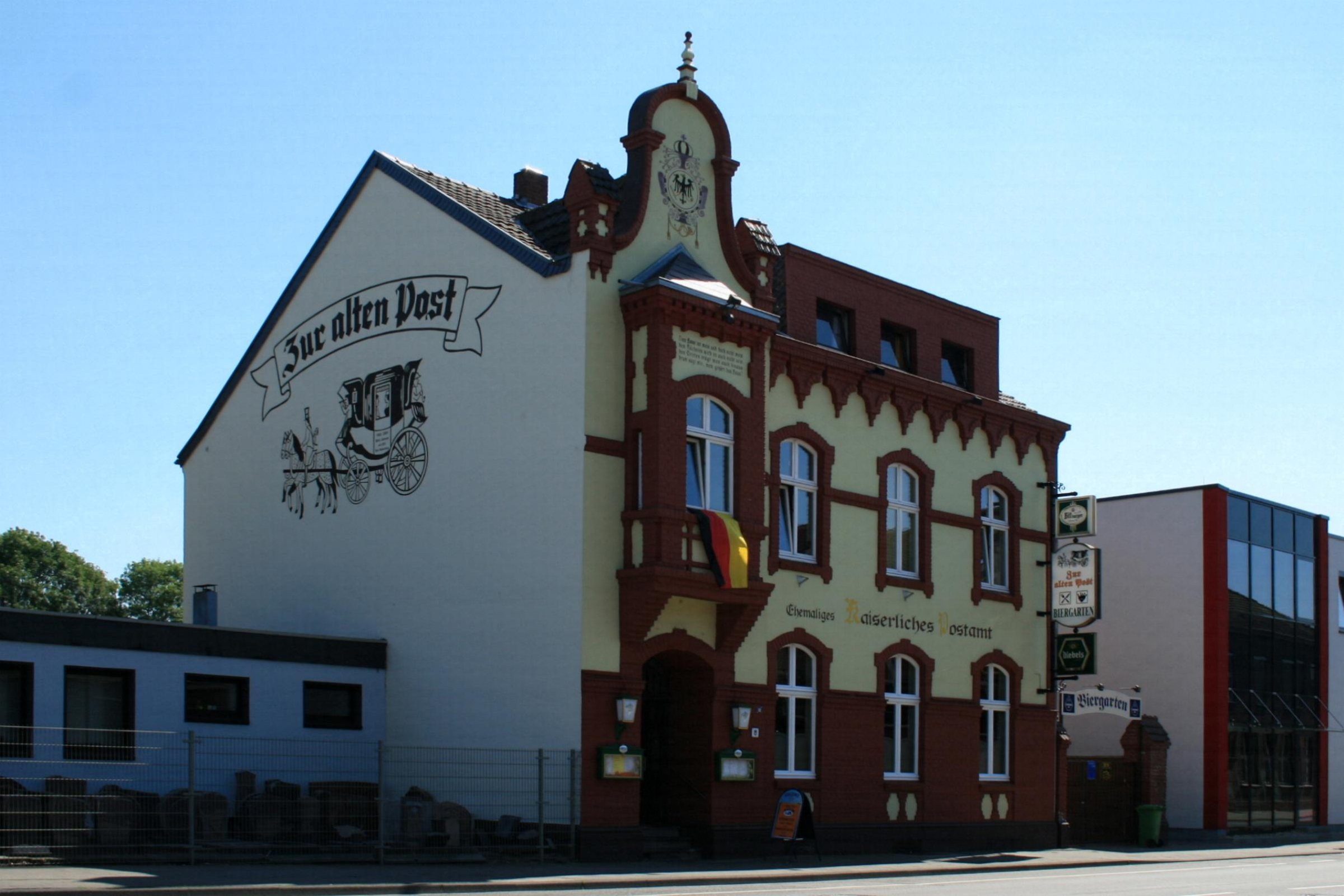
Gasthaus „Zur Alten Post“ (2010)

Das Gasthaus „Zur Alten Post“ Hardter Straße 12 steht im Stadtteil Rheindahlen in Mönchengladbach (Nordrhein-Westfalen).
Das Gebäude wurde um 1900 erbaut. Es wurde unter Nr. H 027  am 24. September 1985 in die Denkmalliste der Stadt Mönchengladbach eingetragen.

## Architektur
Das Objekt ist ein zweigeschossiges Traufenhaus von vier Achsen mit niedrigem Kellersockel und Satteldach wurde um 1903 als Postgebäude errichtet. Die zweiflügelige Eingangstür ist original erhalten. Die Putzfassade zeigt eine gegliederte Backsteinverblendung.